# John Bryant Lane
John Bryant Lane, né en 1788 à Helston dans les Cornouailles et mort le 4 avril 1868 à Londres, est un peintre anglais.

## Biographie

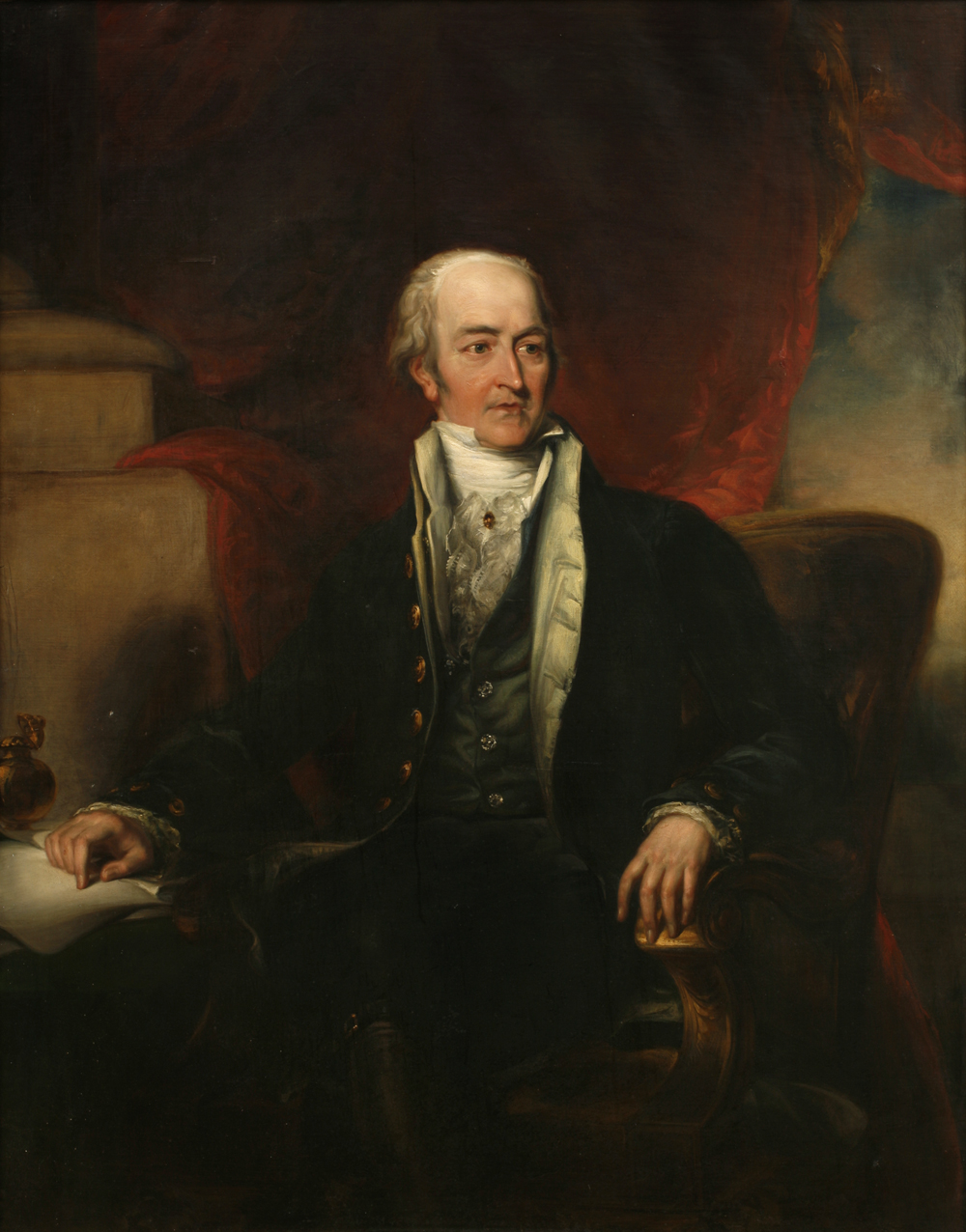
Portrait de Lord de Dunstanville, son patron, par John Bryant Lane

John Bryant Lane né en 1788 à Helston dans les Cornouailles, est le fils de Samuel Lane, un chimiste, et de Margaret Baldwin, son épouse.
Il commence à étudier la médecine, mais se tourne ensuite vers la peinture. De 1808 à 1813, il expose à la Royal Academy mais sans grand succès. En 1813, il se rend à Rome et travaille pendant près de quinze ans sur une œuvre importante, La Vision de Joseph.
Il meurt le 4 avril 1868 à Londres.